# Urechis caupo
« Poisson pénis » redirige ici, ne pas confondre avec le « pénis de mer ».
Espèce
Urechis caupo est une espèce de vers marins échiuriens de la famille des Urechidae. 

## Écologie
Ces vers vivent dans des terriers en forme de « U », creusés dans le sable au niveau de l'estran. Ils se nourrissent de micro-organismes (planctons, bactéries…).

## Répartition
Cette espèce est présente sur la côte est de l'Océan Pacifique.

## Classification
Le nom valide complet (avec auteur) de ce taxon est Urechis caupo Fisher & MacGinitie (d), 1928.
Urechis caupo est surnommé « poisson pénis » en français du fait de sa forme suggestive,,.

### Publication originale
- (en) W. K. Fisher et G. E. MacGinitie, « A new echiuroid worm from California », Annals and Magazine of Natural History, Londres, Taylor & Francis, vol. 1, no 2,‎ 1928, p. 199-204 (ISSN 0374-5481, OCLC 1481361, DOI 10.1080/00222932808672764, lire en ligne).